# Брунет Самора
Брунет Фернандес Самора (ісп. Brunet Fernández Zamora; 25 жовтня 1974, Гавана) — італійський професійний боксер кубинського походження, призер чемпіонату Європи серед аматорів.

## Аматорська кар'єра
Брунет Самора народився у Гавані, Куба, де і займався боксом, а після одруження з італійкою прийняв громадянство Італії.
1999 року він став чемпіоном Італії і повинен був стартувати на Олімпійських іграх 2000, але не пройшов допінг-контроль, за що отримав дискваліфікацію.
На чемпіонаті Європи 2002 Брунет Самора виборов бронзову нагороду.
- В 1/16 фіналу переміг Баррі Моррісона (Шотландія) — 15-10
- В 1/8 фіналу переміг Романа Гаджиленко (Молдова) — 27-10
- В 1/4 фіналу переміг Артура Бояновського (Польща) — 28-10
- У півфіналі програв Димитру Щилянову (Болгарія) — 11-21

На чемпіонаті світу 2003 програв у першому бою Маркосу Майдана (Аргентина).
На кваліфікаційному чемпіонаті Європи 2004 програв у першому бою Олександру Малетіну (Росія) і не потрапив на Олімпійські ігри 2004.

## Професіональна кар'єра
2005 року Брунет Самора дебютував на професійному рингу. 16 травня 2008 року завоював вакантний титул інтерконтинентального чемпіона WBA у першій напівсередній вазі. Провів шість успішних захистів, у тому числі 27 жовтня 2010 року відбоксував внічию з Денисом Шафіковим з Росії.
22 жовтня 2011 року в бою з Альберто Москуера (Панама) Брунет Самора завоював вакантний титул «тимчасового» чемпіона WBA у першій напівсередній вазі.
31 травня 2012 року в Уфі, Росія Брунет Самора в бою за вакантний титул чемпіона Європи за версією EBU у першій напівсередній вазі вдруге зустрівся з Денисом Шафіковим і зазнав поразки технічним нокаутом вже у першому раунді.
Завершив кар'єру Брунет Самора 2015 року.